# Steve McCraven
Pour les articles homonymes, voir McCraven.
 (mars 2017).
Si vous disposez d'ouvrages ou d'articles de référence ou si vous connaissez des sites web de qualité traitant du thème abordé ici, merci de compléter l'article en donnant les références utiles à sa vérifiabilité et en les liant à la section « Notes et références ».
Stephen Mc Craven (Steve Mc Craven), né le 7 août 1954 en Washington D.C, est un batteur de Jazz américain. 

## Biographie
Stephen McCraven est né à Washington le 7 août 1954. Il joue de la batterie depuis l’âge de 6 ans. À 14 ans, Stephen intègre le CT grand ensemble dans le Cheshire, dirigé par Sonny Costanzo. 
Il a étudié au Berklee College of Music avec Alan Dawson, Joseph Hunt et à l'Université du Massachusetts avec Max Roach, Steve McCall, Philly Joe Jones, George Brown (Wes Montgomery et Sonny Rollins).
Stephen Mc Craven est depuis plus de 20 ans le batteur de Archie Shepp et joue régulièrement avec David Murray. Il a également joué aux côtés de Sam Rivers, Marion Brown, Yusef Lateef, Mal Waldron, Harold Ashby, Freddie Hubbard, Hank Crawford, Charles Tolliver, David "Fathead" Newman, Sugar Blue, Horace Parlan, Calvin Newborn, Michael Gregory, James Moody, Pee Wee Ellis, Benny Golson, Arthur Blythe, Éric Le Lann, Michel Graillier, Jalal Mansur Nuriddin (The Last Poets).
Stephen Mc Craven a enseigné à l’école d’Éric Le Lann, l’ECM (École de création musicale à Rennes), Creative Music School (Sprg Mass), et a été l’assistant d’Archie Shepp (université du Massachusetts), et donne des master classes dans de nombreux endroits ou l’a conduit sa carrière internationale.
Il vit entre Paris (France) et les États-Unis.

## Discographie sélective
Leader
- Killing us Hardly, feat. Makaya McCraven
- Intertwining Spirit, feat. Sam Rivers - Free Lance Records
- International World - ASP Records
- Up from the skies - Kaleidoscope Records
- Song of the Forest Boogaraboo, feat. Archie Shepp - World McMusic
- Bosco, feat. Archie Shepp & Arthur Blythe - EFMIC Records
- Black Studies - Big TreeMusic
- Nomad
- Steve McCraven Quartet

Sideman
- La Placita / Live in Willisau (Timeless), Marion Brown
- Zenzile, Marion Brown
- Shepp Le Lann, live in Paris, avec Archie Shepp, saxophone, Éric Le Lann, trompette,Wayne Dockery, basse
- Lover Man, Archie Shepp Quartet, feat. Annette Lowman
- Black Ballads, Archie Shepp Quartet
- Something to live for, Archie Shepp
- Plays ballads, Yusef Lateef
- Full Circle, Yusef Lateef
- Gimini, Archie Shepp
- Kindred Spirit, Archie Shepp
- Paris Big Band, Sonny Grey
- The Athens Concert (Jemmel Mondoc)
- From the Hip (Calvin Newborn)
- Lazuli, Sam Rivers
- On the sunny side of the street (H Ashby)
- The Telling, Tom McClung

collaboration/quotes
- Gil Scott-Heron & Makaya McCraven - We’re New Again: A Reimagining by Makaya McCraven (2020)

## Filmographie
- Black Ballad, réalisé par F. Cassenti / France 3
- Happy Birthday Mr Shepp, réalisé par F Cassenti / Mezzo
- Archie Shepp Band : The Geneva Concert, réalisé par D Farhi/inakustik (en dvd)
- 24 mesures / MK2 de Jelil Lespert